# 安热莉卡·格拉兹科娃
安热莉卡·耶戈罗芙娜·格拉兹科娃（羅馬化：Anzhelika Yegorovna Glazkova；1968年12月28日—）是俄罗斯政治人物，第八届国家杜马代表。
格拉兹科娃曾在科斯特罗马的一家设计院和税务局工作。她是科斯特罗马热电工程领域的一名会计师。2006年，格拉兹科娃搬到了莫斯科。2006年至2019年，她担任莫斯科联合能源公司总会计师。她还担任尤里·阿福宁的顾问。2021年9月起，她担任第八届国家杜马代表。

## 制裁
格拉兹科娃于2022年因俄乌战争而受到英国政府制裁。